# قانون مقارن
القانون المقارن هو مجال دراسي مكرس للمقارنة المنظمة بين نظامين قانونيين أو أكثر، أو بين عناصر معينة من تلك النظم، من خلال تحليل مجموعة من الأفكار المشتركة والمختلفة بينها.
والهدف من ذلك هو معرفة مكامن الإيجابيات والسلبيات في مختلف الأنظمة، ومدى نجاعة الوسائل أو المؤسسات القانونية التي يعتمدها كل نظام على حدة.
هذا، فيكون موضوع الدراسة في القانون المقارن الأنظمة القانونية الكبرى التي تشمل : النظام اللاثيني الجرماني، النظام الأنكلوسكسوني (common law)،النظام الاشتراكي، النظام الإسلامي.